# Diego de Enzinas
Diego de Enzinas o Jacobus Dryander (c. 1520 – c. 15 de marzo de 1547) fue un escritor protestante español, activo en los Países Bajos y en Roma, que fue ejecutado por la Inquisición.
Diego de Enzinas fue hermano de Francisco de Enzinas. Nació en una poderosa familia comerciante de Burgos, poco antes de 1520. Tras ir a los Países Bajos para su formación comercial, se matriculó en el Collegium Trilingue de la Universidad Católica de Lovaina el 28 de octubre de 1538. También estudió en la Universidad de París. 
En marzo de 1542, estuvo en Amberes supervisando la impresión de un libro titulado Breve y compendiosa institución de la religión cristiana. Era una traducción hecha por su hermano Francisco del Catecismo de Juan Calvino de 1538, al cual le anexó una traducción de La libertad cristiana de Martín Lutero. También contenía un prólogo original, que podría ser obra de Diego (antes que de Francisco), en el que se expresaba una idea protestante de la justificación por la fe en un lenguaje que sería familiar a los alumbrados y a los humanistas católicos. Marcel Bataillon lo llama «un trozo excepcional de literatura espiritual protestante». Diego planeaba contrabandear copias del libro en España, pero la Inquisición española se enteró de su plan. Como resultado, su familia lo persuadió de buscar refugio en Roma, donde se involucró en un círculo evangélico; sin embargo, la Inquisición romana fue reinstaurada en 1542 y Diego cayó en desgracia cuando fue interceptada una carta que le había escrito a Lutero. Bajo tortura, Diego nombró a los miembros de su círculo religioso. Fue juzgado y quemado en la hoguera hacia el 15 de marzo de 1547.